# Adulis SC
L'Adulis SC és un club de futbol eritreu de la ciutat d'Asmara.

## Palmarès
- Lliga eritrea de futbol: [3]
  - 1996, 2004, 2006
- Copa eritrea de futbol: [4]
  - 1995, 2005